# Ротативная машина
Ротативная машина (ротативная установка, коловратная машина) — устройство для проведения аэродинамических экспериментов путём придания исследуемому объекту (телу) вращательного движения относительно неподвижной воздушной среды. Основным элементом ротативной машины является брус, который может вращаться вокруг оси, не совпадающей с главной осью самого рычага (обычно горизонтальный рычаг вращается вокруг вертикальной оси). На одном конце бруса укрепляется исследуемый объект, масса и момент инерции которого уравновешиваются имеющимся на другом конце бруса противовесом. Иногда вблизи исследуемого тела устанавливается круговой экран с прорезью для прохождения бруса, позволяющий устранить влияние на исследуемый объект спутной струи, вызываемой вращающимися частями установки.

## Историческая справка
Ротативная машина впервые была применена для аэродинамического эксперимента в 1746 году британским учёным Бенджамином Робинсом. Его соотечественнику Джорджу Кейли удалось в 1804 году с помощью усовершенствованной им ротативной установки получить зависимость подъёмной силы от угла атаки для квадратной плоской пластинки, практически совпадающую с современными данными.